# Edward Baines
Edward Baines (Walton-le-Dale, Lancashire, 1774 – Leeds, 3 de agosto de 1848) foi um editor inglês, proprietário do jornal Leeds Mercury, político e autor de obras de referência histórica e geográfica.

## Biografia
Edward Baines nasceu em 1774 em Walton-le-Dale, perto de Preston, Lancashire. Iniciou o ensino secundário em Hawkshead, Cúmbria (onde William Wordsworth foi um contemporâneo), e o concluiu em Preston. :42 Aos dezesseis anos se tornou aprendiz em uma gráfica em Preston. Depois de permanecer ali por quatro anos e meio, mudou-se para Leeds, onde concluiu seu aprendizado e imediatamente começou seu próprio negócio.
Baines era sempre o estudante mais assíduo e rapidamente se tornou conhecido como um homem de grande perspicácia prática e capacidade, que tinha um grande interesse por movimentos políticos e sociais. Suas opiniões políticas levaram-no a simpatizar com o Inconformismo anglicano e logo se juntou aos congregacionalistas. Em 1801, com a ajuda de amigos da congregação, comprou o jornal Leeds Mercury. Na época, os jornais provinciais não tinham muita influência; não fazia parte do dever do editor fornecer o que agora são chamados de "artigos editoriais" e o sistema de reportagens era falho. Em ambos os aspectos Baines fez uma mudança completa no Mercúrio.
Seus artigos políticos extremamente competentes fizeram gradualmente do jornal o órgão da opinião liberal em Leeds e a ligação da família de Baines com o jornal manteve sua influência poderosa por muitos anos nesta direção. Baines logo começou a se destacar na Política; era um defensor ardente da reforma parlamentar e foi principalmente por sua influência, que Thomas Babington Macaulay foi eleito representante por Leeds em 1832; e em 1834 sucedeu Macaulay como membro do parlamento. Foi reeleito em 1835 e 1837, mas renunciou em 1841. No parlamento apoiou o Partido Liberal, mas com visões independentes.
Assim como fez seu filho Edward depois dele, Baines defendeu firmemente a separação entre Igreja e Estado, e se opôs à interferência do governo na educação nacional. Suas cartas a Lorde John Russell sobre a última questão (1846) tiveram uma influência poderosa na determinação da ação do governo.

### Filhos e legado
Seu filho, Edward Baines, de St Ann's Hill, Leeds, foi editor e depois proprietário do Leeds Mercury, parlamentar por Leeds (1859-1874), e recebeu o título de cavaleiro em 1880; sua History of the Cotton Manufacture (1835) foi por muito tempo uma referência padrão e também escreveu uma biografia de seu pai The life of Edward Baines, late M.P. for the Borough of Leeds.
Um filho mais velho, Matthew Talbot Baines (1799-1860), foi um advogado; transformou-se registador de Kingston upon Hull em (1837), parlamentar por Hull em 1847, presidente do Poor Law Board em 1849, foi eleito parlamentar por Leeds em 1852, outra vez foi nomeado presidente do Poor Law Board (até 1855) e ingressou no gabinete como Chanceler do Ducado de Lancaster em 1856. Baines teve mais três filhos: Thomas Baines; seus quarto e quinto filhos morreram durante a infância.

## Publicações
- Baines, Edward, History of the Wars of the French Revolution; from the breaking out of the war in 1792, to the restoration of a general peace, in 1815; comprehending the civil history of Great Britain and France during that period, Londres: Longman, Hurst, Rees, Orme and Brown

(Volume 1), 1817 (Volume 2), 1818
Estes transformaram os volumes 2 e 3 em um trabalho expandido de quatro volumes:
- Baines, Edward (1820), History of the reign of George III, King of the United Kingdom of Great Britain and Ireland, Longman, Hurst; Hurst and Robinson - Volume 1Volume 4

(Em 1820, um empreendedor americano publicou aquelas partes do volume 2 de Baines, History of the Wars, tratando da Guerra de 1812 como Baine's History of the Late War between the United States and Great Britain)
- Baines, Edward, History, directory & gazetteer of the county of York.., Leeds: Edward Baines at the Leeds Mercury office: Volume I - West Riding, 1822; Volume II - East and North Ridings, 1823
- Baines, Edward. History, directory and gazetteer of the county palatine of Lancaster. The directory department by W. Parson. [With] Illustrations. Liverpool: W. Wales & CompanyVolume I. [S.l.: s.n.] 1824Volume II. [S.l.: s.n.] 1825: posteriormente republicado como
  - Baines, Edward (1836). History of the County Palatine and Duchy of Lancaster. The biographical department by W.R. Whatton. Londres: Fisher, son & CompanyVolume I. [S.l.: s.n.] Volume II. [S.l.: s.n.] Volume III. [S.l.: s.n.] Volume IV. [S.l.: s.n.]